# 조선민주주의인민공화국의 화폐 개혁
조선민주주의인민공화국의 화폐 개혁(朝鮮民主主義人民共和國의 貨幣 改革)은 2009년 11월 30일 오전 11시에 기습발표된 것으로, 기존의 구권 100원을 신권 1원으로 교환한 화폐개혁이다.

## 목적
임금과 물가를 현실화한 2002년 7.1 경제개혁조치 이후 화폐 가치가 크게 하락하면서 발생한 인플레이션을 해소하는 것 외에도 북한 주민들이 보유해 암거래 시장에서 유통되는 지하 자금을 끌어내기 위한 것으로, 시장과 시장세력을 통제하고 계획 경제를 강화하기 위한 것으로 추정된다.

## 결과
교환 자체는 인플레이션을 막기 위한 수단으로써 전혀 문제가 없었지만 화폐 교환조건을 제대로 정해놓지 못한 상태로 시작해 매우 혼란스러웠고, 그 결과는 매우 저조하였다. 교환 가능한 금액을 세대당 10만원으로 한정하고, 나머지 금액은 국가에 바치거나 은행에 맡겨야 하는 이상한 단서가 북한 사회에 상당한 충격과 공황을 발생시켰기 때문이다. 특히, 북한 주민들 중 일부 특권층들은 북한 화폐를 전부터 믿지 못해 진작부터 금, 미국 달러, 유로, 런민비(중국 위안, 元)화 등으로 재산을 저장해 왔으며, 돈주(큰 상인)들도 런민비(중국 위안화)나 미국 달러화로 거래를 해 와서 큰 피해가 없었지만 시장의 장사꾼들의 경우 일반인들보다 현금을 상대적으로 많이 보유하고 있었기 때문에 큰 타격이 발생하였다.

## 화폐개혁 일지

### 2009년
- 11월 30일 : 세대당 교환가능액수 10만원
- 12월 1일 : 세대당 교환가능액수 10만원, 이상 금액은 1/1000의 비율로 저금
- 12월 3일 : 세대당 교환가능액수 10만원 + 가족 1명당 5만원 추가 교환
- 12월 7일 : 신권의 유통 시작
- 12월 8일 ~ 12월 9일 : 재정일꾼회의 끝에 노동자 임금 400원대 검토
- 12월 9일 : 공산품의 시장 거래 금지, 시장 거래 품목들의 가격상한제 실시
- 12월 11일 : 장마당에서의 식량판매를 금지하고 국영상점에서만 식량을 판매하도록 함
- 12월 중순 : 김대장 하사금을 분배함(농민,광부에게 15,000원, 군관 월급 100% 인상)
- 12월 말 : 노동자 임금을 100배로 인상함
- 12월 28일 : 외화 사용을 전면 금지

### 2010년
- 1월 1일 ~ 1월 11일 : 장마당을 전면 폐쇄, 상행위를 전면 금지
- 1월 20일 : 노동당 재정경제부장 박남기를 해임 조치
- 1월 28일 : 내각총리 김영일이 평양시내 인민반장들 앞에서 화폐개혁문제에 대한 사과를 함
- 2월 1일: 전국적으로 시장 통제를 풀고 외화사용금지 해제
- 3월 12일: 전 로동당 재정경제부장 박남기, 전 로동당 재정경제부부장 김태영 등 100명에 대한 총살이 강건군관학교에서 진행됨.
- 3월 18일: 전 로동당 재정경제부장 박남기에게 경제개혁 실패의 책임을 물어 처형했다고 알려짐.

## 같이 보기
- 화폐개혁
- 조선민주주의인민공화국의 경제
- 조선민주주의인민공화국 원
- 조선민주주의인민공화국 중앙은행